# Aromunsk (sprog)
Aromunsk også vlakkisk (aromunsk: limba armãneascã, armãneshce eller armãneashti) er et romansk sprog, der tales i det moderne Grækenland og Sydbalkan.
Aromunsk er nært beslægtet med rumænsk. Blandt forskellene er, at i aromunsk stammer mange låneord fra græsk, mens de i rumænsk stammer fra slaviske sprog og ungarsk.
Antallet af aromunsktalende er omstridt – ca. 200.000  – og det er kun anerkendt som officielt sprog i dele af Nordmakedonien.

## Andet
- Council of Macedon-armans
- Macedon-armans Association from France
- Consiliul A Tinirlor Armanj, webpage about Youth Aromanians and their projects
- Wikipedia på aromunsk

- Der findes også en Wikipedia på aromunsk.